# Escut de Parcent
L'escut de Parcent és un símbol representatiu oficial de Parcent, municipi del País Valencià, a la comarca de la Marina Alta. Té el següent blasonament:
| « | Escut quadrilong de punta redona. D'atzur, un poble d'argent. En cap, escussó en camper de gules, un castell d'or torrejat d'una torre d'or, sostinguda per dos lleons d'or i acompanyat en punta de dos palmes en sautor de sinople. Per timbre, corona reial oberta, tradicional al Regne de València. | » |

## Història
L'escut fou aprovat per resolució de 4 d'octubre de 2012, del conseller de Presidència, publicada al DOCV núm. 6.886, de 22 d'octubre de 2012.
S'hi representa esquemàticament el poble, acompanyat al cap per les armories dels Cernesio, primers titulars del comtat de Parcent. L'escut dels comtes ha estat el senyal tradicional de la localitat.